# NGC 4087
NGC 4087 في الفهرس العام الجديد، هي مجرة، تقع في كوكبة الشجاع. اكتشفت في 24 فبراير 1789 بواسطة ويليام هيرشل.

## روابط خارجية
- NGC 4087 على موقع ويكي سكاي: DSS2, SDSS, GALEX, IRAS, Hydrogen α, X-Ray, Astrophoto, Sky Map, Articles and images